# Свети Архангел Михаил (Еани)
Вижте пояснителната страница за други значения на Свети Архангел Михаил.
„Свети Архангел Михаил“ (на гръцки: Ταξιάρχη, Αρχιστρατήγου Μιχαήλ) е късносредновековна православна църква в Република Гърция, разположена в паланката Еани (Каляни), област Западна Македония, част от Сервийската и Кожанска епархия на Вселенската патриаршия.
Разположена е на 2 km югоизточно от Еани на няколко метра от църквата „Свети Николай“. Представлява еднокорабен храм с пристроен в XIX век притвор. Изграден е в 1548 година. Храмът има фрески, изработени според запазения надпис през 1579 година, платени от първенеца Столис и жена му.
В 1995 година храмът е разрушен при Гревенското земетресение.